# أنخيل دياز
أنخيل دياز (بالإسبانية: Angel Diaz)‏ هو عازف قيثارة ومغني أرجنتيني، ولد في 25 أبريل 1929 في بوينس آيرس في الأرجنتين، وتوفي بنفس المكان في 11 ديسمبر 1998 بسبب نوبة قلبية.

## وصلات خارجية
- أنخيل دياز على موقع ميوزك برينز (الإنجليزية)